# Chiesa Meridionale (Amsterdam)
La Chiesa Meridionale, in olandese Zuiderkerk è stata la prima chiesa di culto protestante costruita ad Amsterdam, nei Paesi Bassi.
Sorge nella zona di Nieuwmarkt e presenta uno stile primo-barocco ed è affiancata da un elaborato campanile.
È dichiarato Rijksmonument dal 1970.

## Storia

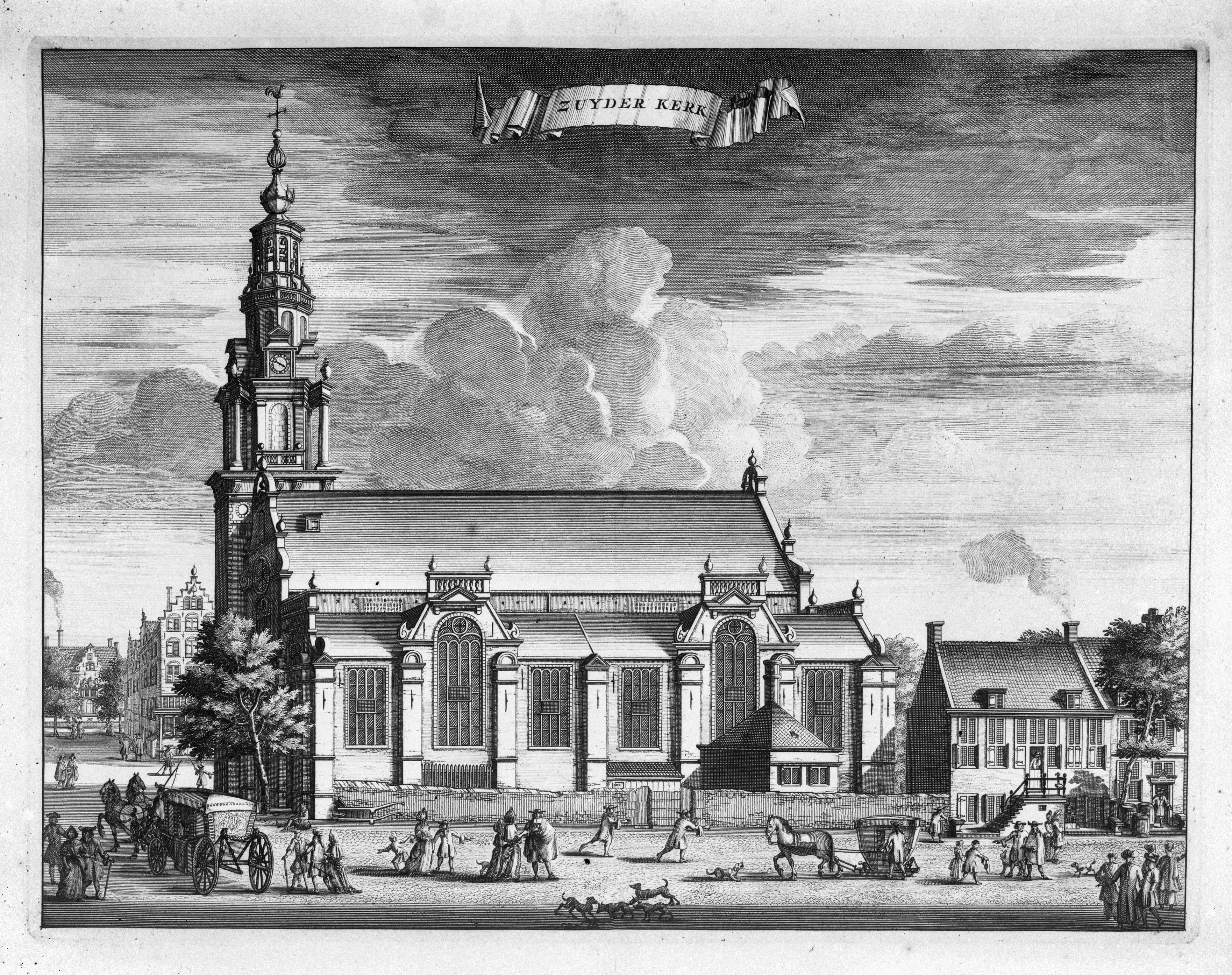
La chiesa in una stampa del 1670.

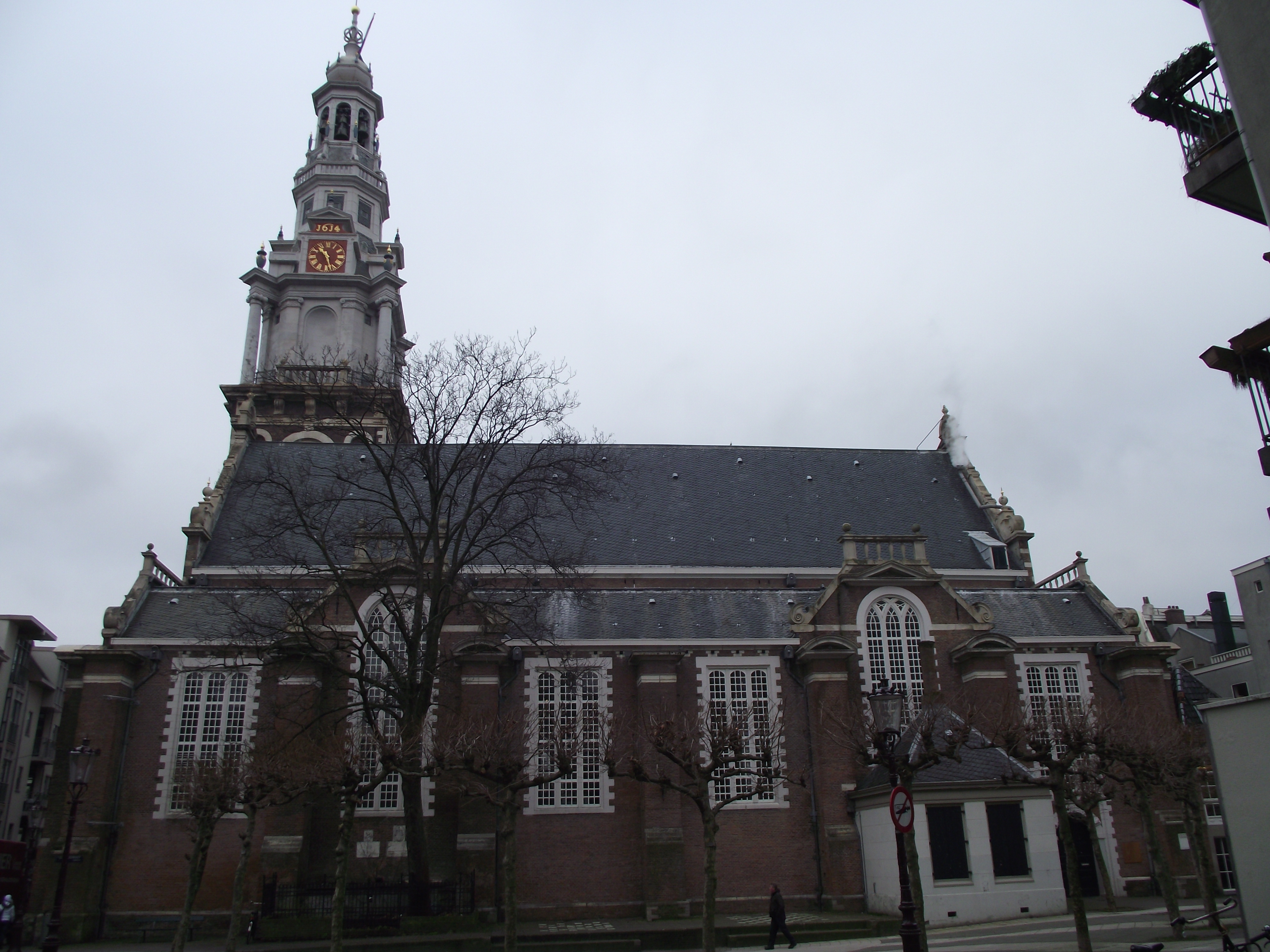
Veduta della chiesa.

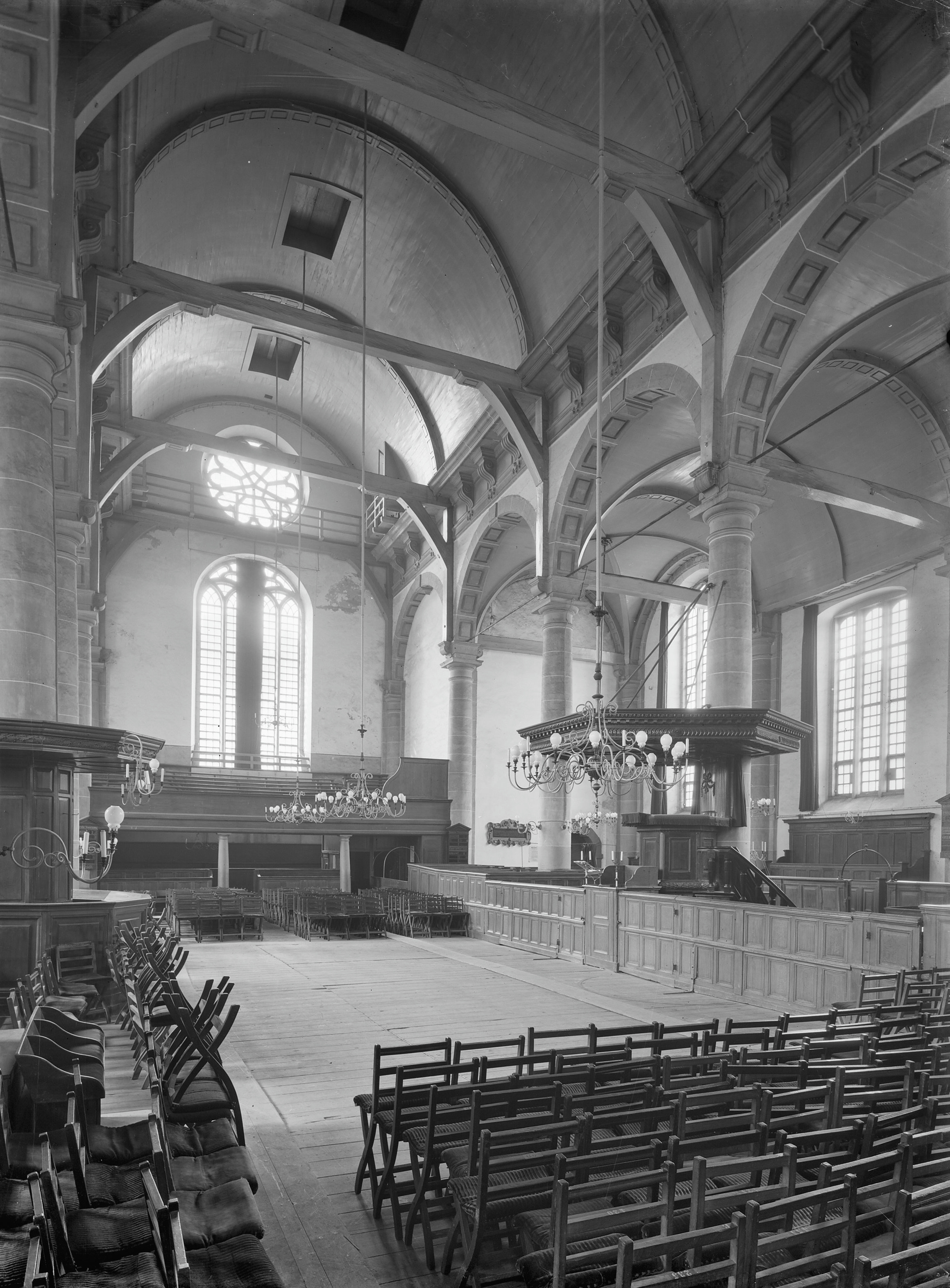
L'interno.

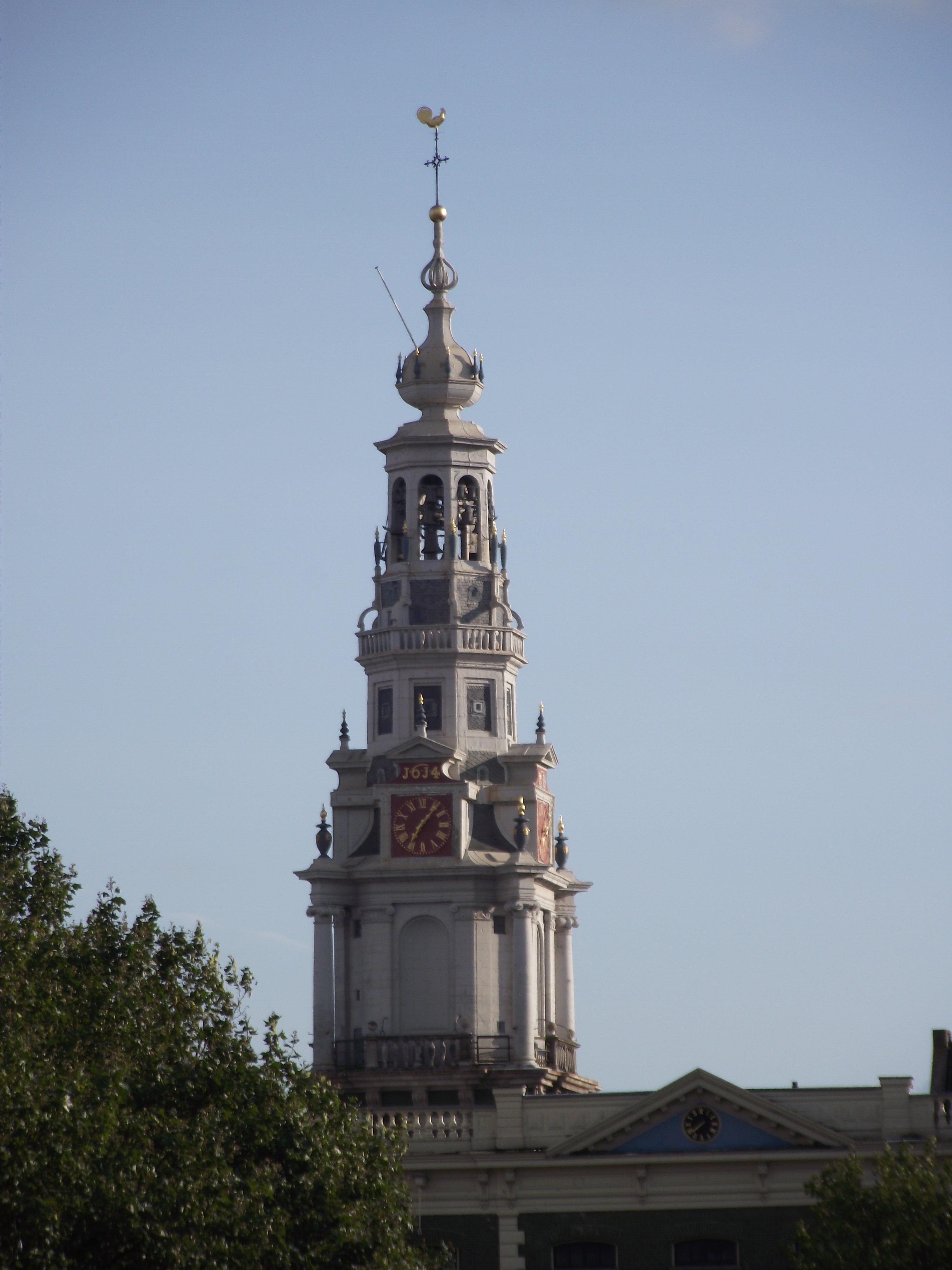
Il campanile alto 68 metri.

Nel gennaio del 1601, il Consiglio della Chiesa riformata stipulò col governo della città la costruzione di una nuova chiesa. Il progetto della prima chiesa protestante da costruire ad Amsterdam venne presentato dall'architetto olandese Hendrick de Keyser nel 1603.
La prima pietra fu posta il 22 agosto 1603, tuttavia il cantiere rimase fermo per tre anni a causa della mancanza di fondi e venne terminato solo nel 1611. 
L'edificio pseudo-basilicale a tre navate, con pianta rettangolare, è di stile barocco. Venne inaugurato il 22 maggio del 1611, Domenica di Pentecoste e, anche se di culto protestante, fu intitolato a San Giovanni.
In seguito si innalzò il complesso campanile, compiuto nel 1614 e alto 68 metri. È una torre in laterizi a base quadrata sopraelevata da un piano ottagonale di pietra arenaria con quattro colonne angolari, e sormontata dalla guglia lignea rivestita di lastre di piombo.
Fra il 1651 e il 1658 il celebre mastro-campanaro François Hemony, vi installò un carillon con orologi.
Il pittore Rembrandt vi seppellì tre dei suoi quattro figli e nella chiesa si trova anche la tomba di Ferdinand Bol, uno dei suoi allievi più famosi. Nel 1874, durante uno dei suoi viaggi nei Paesi Bassi, il pittore impressionista Claude Monet scelse l'edificio sacro come soggetto per uno dei suoi quadri.
Le funzioni religiose vi furono officiate fino al 1929, mentre durante l'ultimo inverno della Seconda guerra mondiale il pavimento della chiesa fu utilizzato per ospitare temporaneamente i corpi in attesa di sepoltura delle numerose vittime provocate dalla fame e dalla carestia.
Dopo essere stata acquistata dalla Città di Amsterdam nel 1968, la Zuiderkerk fu ristrutturata sul finire degli anni settanta.
A partire dagli anni novanta è sede del Centro Informativo Municipale, che illustra gli sviluppi dei lavori pubblici e presenta i diversi progetti urbanistici. L'edificio, aperto al pubblico, ospita inoltre manifestazioni culturali, quali mostre, incontri e conferenze.

## Architettura
La chiesa presenta lo slancio tipico degli edifici gotici. Si compone di una navata principale a sei campate e volta a botte ed è affiancata da due navate laterali, più strette e più basse.
La navata centrale si apre sulle navate laterali attraverso una serie di archi con soffitto a cassettoni, sorretti da un colonnato di ordine tuscanico, elementi tipici dello stile rinascimentale.
Le navate laterali presentano volte a botte e finestre di forma rettangolare.
La luce filtra all'interno della chiesa attraverso le grandi finestre con la parte superiore arrotondata e i rosoni, posti in modo simmetrico su entrambe le facciate dell'edificio.

## Il campanile
Il campanile della chiesa è alto 68 metri e domina il panorama circostante. La sua costruzione fu completata nel 1614, mentre nel 1656 vi fu installato un carillon di campane realizzato dai fratelli Hemony.
Nel campanile si trova la campana più antica di Amsterdam, forgiata nel 1511 dai fratelli Willem e Jaspar Moer e originariamente ospitata all'interno della Oude Kerk.
Anch'esso è aperto al pubblico per visite guidate.